# Greg Taylor
Pour les articles homonymes, voir Taylor.
Greg John Taylor est un footballeur écossais, né le 5 novembre 1997 à Greenock en Écosse. Il joue au poste de défenseur ou milieu de terrain pour le PAOK Salonique.

## Biographie

### Carrière en club
Le 14 mai 2016, il fait ses débuts en faveur de Kilmarnock, lors d'un match contre Dundee United, en étant titulaire (défaite 4-2 au Rugby Park).
Le 7 juin 2016, Greg Taylor prolonge son contrat avec les Killie jusqu'en 2019.

### Carrière en sélection
Avec les moins de 20 ans, il participe au Tournoi de Toulon 2017, où il est nommé dans l'équipe-type du tournoi. Lors de cette compétition, il marque un but contre le Brésil. L'Écosse se classe troisième du tournoi.
Avec les espoirs, il participe aux éliminatoires du championnat d'Europe espoirs 2019.
Greg Taylor est retenu dans la liste des vingt-six joueurs écossais sélectionnés par Steve Clarke pour disputer l'Euro 2020.
En juin 2024, il fait partie de la liste des 26 joueurs convoqués par Steve Clarke pour disputer l'Euro 2024 .

## Palmarès

### En club
Celtic Glasgow
- Championnat d'Écosse de football (7)
  - Champion en 2016, 2017, 2018, 2019, 2020, 2022 et 2023, 2024 et 2025

- Coupe d'Écosse de football (2)
  - Vainqueur en 2020 et 2023
  - Finaliste en 2025
- Coupe de la Ligue écossaise de football (3) 
  - Vainqueur en 2022, 2023 et 2024